# Synagoga w Birobidżanie
Synagoga w Birobidżanie – jedyna obecnie synagoga w Żydowskim Obwodzie Autonomicznym, znajdująca się w stolicy obwodu Birobidżanie, przy ulicy Szolema Alejchema.
Do budowy synagogi przystąpiono w 2003 roku. Jej uroczyste otwarcie nastąpiło w 2004 roku, w 70. rocznicę powstania Żydowskiego Obwodu Autonomicznego. Budowę synagogi sfinansowały lokalna społeczność żydowska, władze lokalne i państwowe oraz w mniejszym stopniu ofiarodawcy z zagranicy. 
Budowa kompleksu obejmującego nie tylko synagogę, a także hebrajską szkołę i stołówkę kosztowała około 600 tysięcy dolarów, z czego 112 tysięcy wyłożyły władze rosyjskie. Przez to jest pierwszą synagogą współfinansowaną przez Federację Rosyjską.